# 董思阳
董思阳（1987年—），香港凤博国际集团董事长。曾在2008年被媒体炒作为“21岁美女总裁”，被多个媒体揭穿身份后沉寂下来。关于她的身世和她背后的操作团队仍有很多疑问。

## 公开资料
有关董思阳的资料最早出现于2007年左右。据公开资料，董思阳出生在一个医生家庭，爷爷是当年第一批的大学生，后担任医院院长，她的父母亲也都是医生。董思阳7岁时开始在台湾读书，15岁留学新加坡。17岁时因读到一本《亚洲企业家传奇》的书，立志成为“华人史上最成功女企业家”，于是她卖过花、开过饰品店，做过推销员、私人助理。19岁时被新加坡的学校邀请成为特辑舞蹈老师。毕业于新加坡南洋理工大学。21岁担任香港凤博国际集团有限公司的董事长。
2008年，董思阳描述自身经历的作品《21岁当总裁》出版，但引来多方质疑其内容真实性。其本人自称将会用这本书的版税创办大学生创业基金。
2010年，董思阳的新书《21岁当总裁2：全方位塑造你自己》开售，同时她也开始重新活跃起来，包括担任中共长沙市委、长沙市人民政府主办的《创业大本营》活动的创业导师，参与“第二届财经记者主持人未来之星大学生就业特训营”。

## 争议
2008年有媒体文章指出，董思阳的书中所写内容“南洋理工大学卖海南鸡饭”严重失实，并怀疑喜客多只是吸引加盟的一个圈套，而其对陈安之成功学的推荐是让人去参加成功学课程及推销相关产品。
2008年有媒体质疑董的资料真实性，有如下几点
- “中国喜客多连锁餐饮公司”命名不规范，注册地不明。（在中国大陆，公司名称一般会加入注册地城市，如在上海市注册公司名字多为“上海市XX连锁餐饮公司”）
- “美国民族大学”是由中国人在美国创办的大学，MBA管理学硕士是可以“函授”的，学费为15000元。
- 《海外赤子》杂志发行地点不明。
- 新加坡中华总商会的网站未有评选“亚太最具有潜力的女企业家”活动。
- 没有“中国工商时报”
- 利用百度的网站快照功能对比，香港凤博国际集团有限公司新旧网站资料有冲突，如成立时间。网站租用河南省的服务器，域名注册时间是2007年6月10日。[5]

也有媒体对这些疑问与董思阳进行采访。
在媒体提出质疑的时候，新浪、阿里巴巴等网站的董思阳的博客未有撤下。

## 据称所获名誉
- 关心下一代大学生發展基金的秘书长、中国企业家协会理事
- 2005年7月被新加坡中华总商会评为亚太最具有潜力的女企业家
- 2007年2月被《赤子》杂志和中华工商时报评为爱国华商
- 2007年11月被世界名人企业家协会评为中国民营经济年度风云人物
- 2007年12月被学习型中国世纪成功论坛组委会评为80后学习型企业家
- 2008年10月荣誉成为中华杰出女性协会常务理事
- 2008年12月荣誉成为中国企业家全国理事会理事

## 參看
- 劉亦婷